# Bogang, Anhui
Bogang (kinesiska: 泊岗) är en socken i östra Kina. Den ligger i Mingguang i staden Chuzhou i provinsen Anhui, omkring 170 kilometer nordost om provinshuvudstaden Hefei. Antalet invånare är 12497. Befolkningen består av 6 245 kvinnor och 6 252 män. Barn under 15 år utgör 20,0 %, vuxna 15-64 år 67 %, och äldre över 65 år 11,0 %.